# Carl Melville

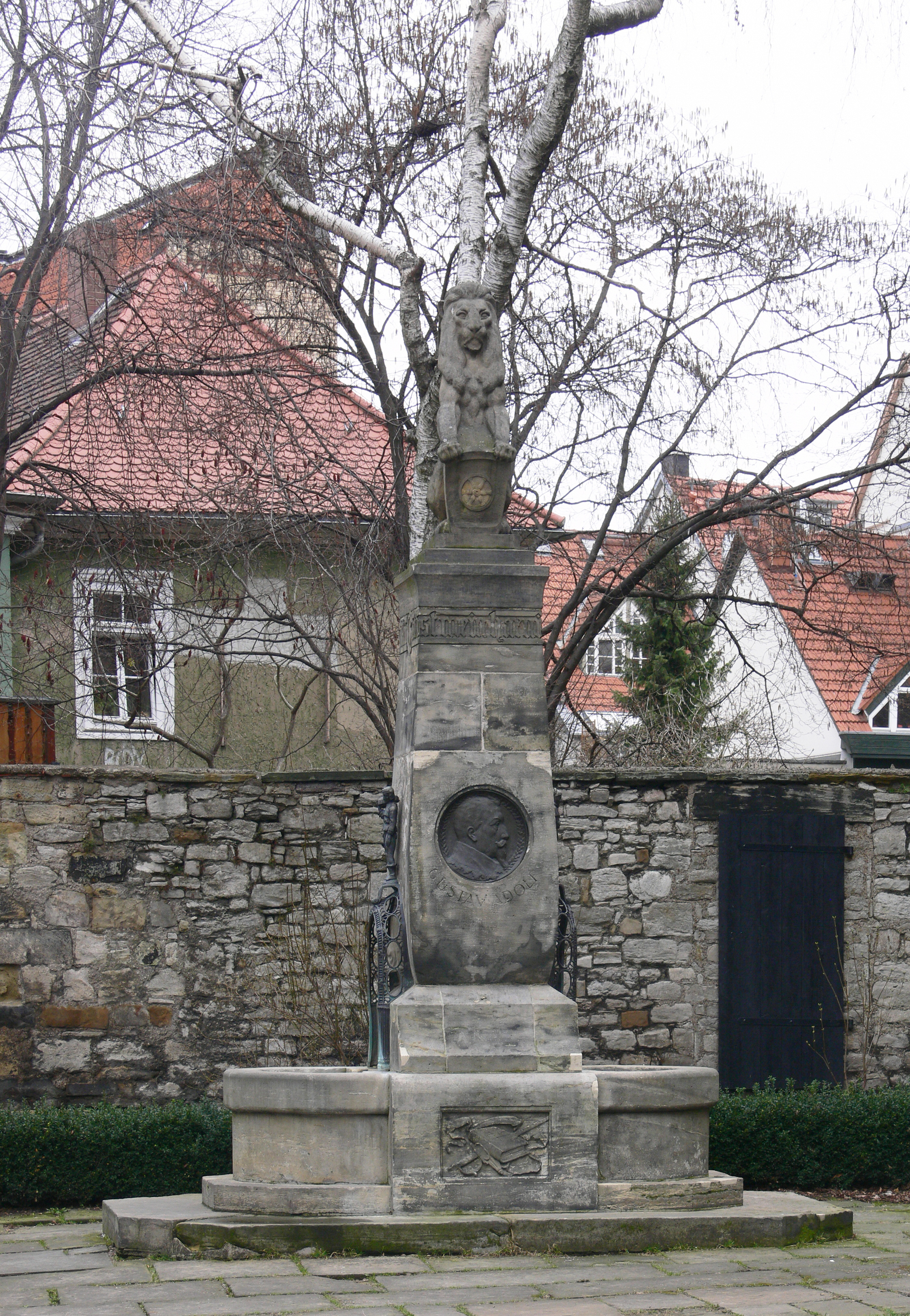
Von Carl Melville erschaffener Gustav-Adolf-Brunnen an der Predigerkirche in Erfurt

Carl Georg Ludwig Melville (* 29. Oktober 1875 in Mitau; † 18. Februar 1957 in Sonneberg) war ein deutscher Bildhauer.

## Leben
Carl Melville wurde 1875 als Sohn des gleichnamigen Juristen und seiner Frau Sophie, geb. Felsko, in Mitau geboren. Er belegte um 1894 ein Studium für vier Semester Naturwissenschaften an der Bergakademie Freiberg. Dort war er in der freischlagenden Verbindung Vandalia aktiv, die 1919 im Corps Montania aufging. Von 1896 bis 1897 und 1899 bis 1901 studierte er zweieinhalb Semester an der Universität Leipzig. Von 1901 bis 1903 absolvierte er eine Bildhauerlehre in Berlin. Im Anschluss studierte er bis 1906 zwei Semester an der Kunstakademie in Kassel bei Carl Bernewitz. Ab 1910 war Melville Mitglied der Künstlergruppe „Die Hessen“, einer „Vereinigung neuzeitlich schaffender Maler und Plastiker“.
Melville lehrte vom 1. Juli 1909 bis zum 30. Juni 1934 an der Kunstgewerbeschule Erfurt. Dort war er Leiter der Fachklasse für Bildhauer und Modelleure. Er unterrichtete im Modellieren für Bildhauer-Meister (Arbeiten in Holz, Stein und Keramik) und im Naturstudium nach lebendem Modell. Am 16. Januar 1923 wurde er zum Professor ernannt. 1934 erfolgte seine Versetzung in den Ruhestand aufgrund eines Erlasses des Ministers für Wirtschaft und Arbeit. Nach seiner Pensionierung zog er mit seiner Familie nach Sonneberg um. Dort war er weiter als bildender Künstler tätig, so bei der künstlerischen Ausgestaltung des 1937–1939 entstandenen preußischen Regierungsdienstgebäudes in Erfurt, in der Arnstädter Straße. 1957 verstarb Melville im thüringischen Sonneberg.

## Werk
Melville modellierte Figuren und Figurengruppen, Porträtbüsten, Tierskulpturen und Denkmäler aus Bronze und Stein. Außerdem fertigte er Medaillen an. Im öffentlichen Raum Erfurts sind einige seiner Arbeiten zu finden, ebenso ein Kriegerdenkmal in Frankenberg sowie Grabdenkmäler in Kassel, Quedlinburg und Mühlhausen/Thüringen. Andere Werke befinden sich in den Sammlungen des Städtischen Museums Erfurt und des Fridericianums in Kassel.

### Werke (Auswahl)

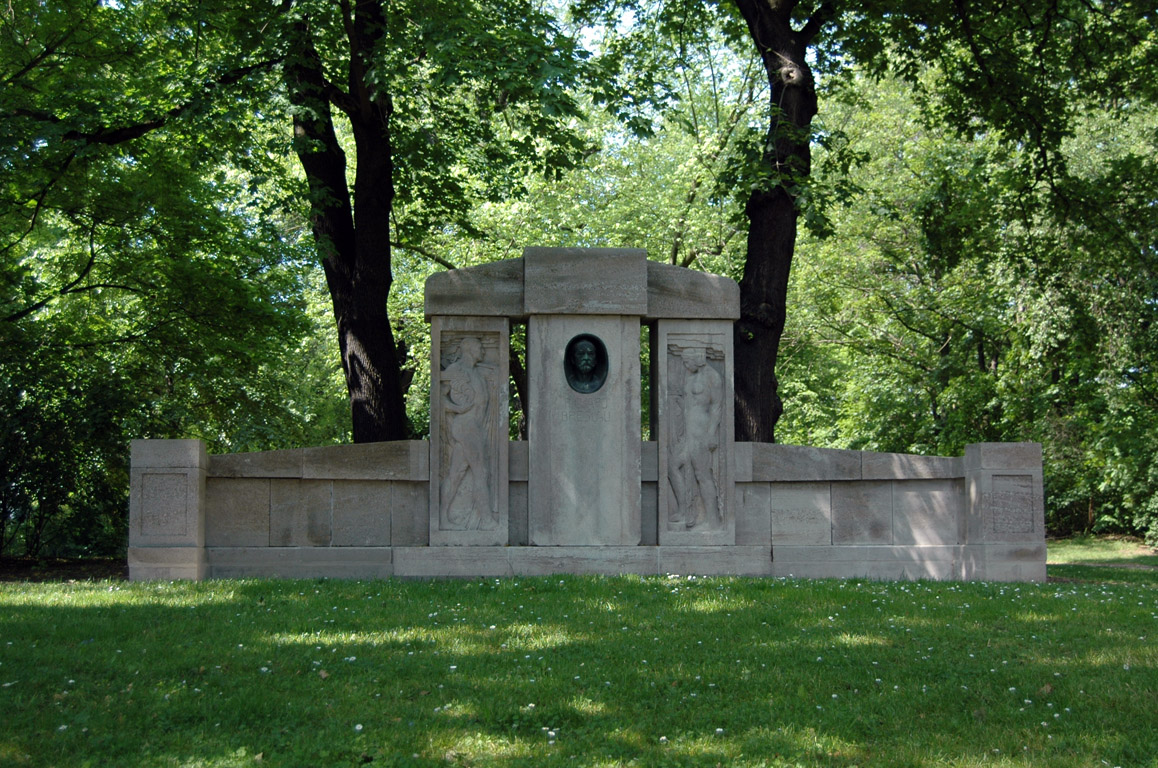
Richard-Breslau-Denkmal

- vier liegende Figuren an der Hohenzollernbrücke, Erfurt
- Gustav-Adolf-Brunnen an der Predigerkirche, Erfurt
- zwei Figuren im Stadtpark Erfurts
- Richard-Breslau-Brunnendenkmal, Erfurt
- Plastik über dem Haupteingang des Heinrich-Mann-Gymnasiums Erfurt
- Tanzender Bär, Städtisches Museum Erfurt
- Bismarckmedaille

## Ausstellungen
- 1910: Dresden, Kunstsalon Emil Richter (Ausstellung der Gruppe „Die Hessen“)

- 1910: Kassel, Kunsthaus (Ausstellung der Gruppe „Die Hessen“)

- 1946: Berlin, Zeughaus Unter den Linden (I. Deutsche Kunstausstellung)